# فلورا كروس
فلورا كروس (بالإنجليزية: Flora Cross)‏ هي ممثلة أمريكية، ولدت في 11 يناير 1993 في باريس في فرنسا.

## وصلات خارجية
- الموقع الرسمي
- فلورا كروس على موقع IMDb (الإنجليزية)
- فلورا كروس على موقع قاعدة بيانات الفيلم (الإنجليزية)